# August Heinrichsbauer

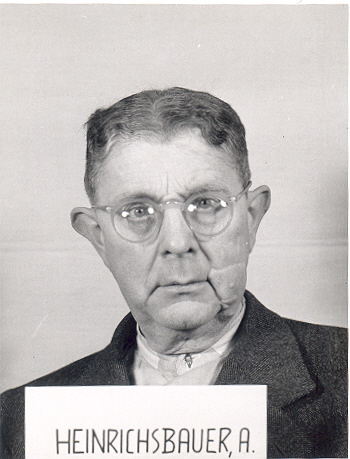
Heinrichsbauer als Zeuge während der Nürnberger Prozesse

August Heinrichsbauer (* 15. Juni 1890 in Bochum; † 6. Dezember 1977 in Bonn) war ein deutscher Wirtschaftsjournalist und Lobbyist, er fungierte nach eigener Aussage als Verbindungsmann des Ruhrbergbaus zu Gregor Strasser.

## Leben und Wirken
Während seines nach 5 Semestern abgebrochenen Jura- und Volkswirtschaft-Studiums wurde Heinrichsbauer 1909 Mitglied der Bonner Burschenschaft Frankonia.
Seit 1920 war er Herausgeber des Rheinisch-Westfälischen Wirtschaftsdienstes, einer Publikation, die von vielen Unternehmern gelesen wurde. Der Wirtschaftsdienst erschien täglich in Dortmund in Form eines Informationsartikels und befasste sich mit speziellen Ruhrfragen. Der Wirtschaftsdienst entstand auf Beschluss der führenden Männer der Ruhrindustrie Albert Vögler, Friedrich Springorum, Ernst Brandi, Paul Reusch und Kleine um „um Verständnis für das Revier“ zu werben.
Heinrichsbauer fungierte als eine Art Geschäftsführer der „Kleinen Ruhrlade“ in der sich jüngere Industrielle, besonders die Söhne und persönlichen Referenten der führenden Industriellen, versammelten.

## Politik
Im Oktober 1927 forderte er in der „Deutschen Bergwerkszeitung“ von der Regierung die „Wirtschaft als Instrument der Außenpolitik“ noch stärker einzusetzen, um „die Oststaaten (von der Ostsee bis zum Schwarzen Meer) kulturell und wirtschaftlich in die deutsche Einflußsphäre einzubeziehen“. Der Historiker Dirk Stegmann bezeichnet dies als „ökonomischen Imperialismus“, welchen er als Vorstufe zum militärischen Imperialismus der NSDAP einordnet.
In der im Oktober 1930 eingerichteten  „Wirtschaftspropagandistischen Abteilung“ des Reichsverbandes der Deutschen Industrie warb Heinrichsbauer für eine „ständisch-faschistische Ordnung“.
1930 und 1931 finanzierte er mit Unternehmensgeldern Studienreisen von Edgar Julius Jung und Hans Reupke nach Italien. Ab 1931 gehörte er der Gesellschaft zum Studium des Faschismus an. Er war Teilnehmer am Treffen der Harzburger Front.
Für den für Fememord angeklagten Führers der Schwarzen Reichswehr und späteren Adjutanten Gregor Strassers Paul Schultz sammelte er 40.000 Reichsmark für dessen Freilassung und blieb weiterhin mit ihm in Kontakt. Schultz vermittelte 1931 ein Gespräch zwischen Adolf Hitler und Heinrichsbauer. Mit Walther Funk stand er auf dem Duzfuß.
Im September 1932 bat er Otto Schmidt-Hannover „Stimmung dafür zu machen, daß den Nationalsozialisten doch nochmals ein Angebot auf Eintritt in die Reichsregierung gemacht werden müsste!“. Die NSDAP sollte dabei nach seinen Vorstellungen den Reichskanzlerposten und zwei Ministerposten erhalten.
Nach dem „Röhm-Putsch“ wurde Heinrichsbauer unter Gestapo-Aufsicht gestellt. Sein enger Freund Walther Funk machte ihn 1940 zum Hauptgeschäftsführer der Südosteuropa-Gesellschaft. 1943 wurde er Hauptgeschäftsführer des Oberschlesischen Berg- und Hüttenmännischen Vereins in Gleiwitz.
In der Nachkriegszeit arbeitete Heinrichsbauer als Lobbyist.
Gefördert von der Schwerindustrie durch das Industriebüro erschien 1948 als Antwort auf die Verurteilungen in den Prozessen gegen Flick, IG-Farben und Krupp sein apologetisches Buch Schwerindustrie und Politik, in dem er die deutsche Industrie gegen den Vorwurf verteidigte, sie hätte der NSDAP zur Macht verholfen. Er entwarf darin das Bild des gleichermaßen kämpferischen wie naiven Unternehmers, der auf sich gestellt den Kräften eines diktatorischen Regimes trotzte.

## Schriften
- Werkvereine und Beamtenfrage, 1918.
- Politik. Ein Wegweiser durch die Innere und Äussere Politik, 1919.
- Die Revolution, 1919.
- Der Sozialismus im Endkampf um die Kommune. Weitere Erfolge der Novemberwahlen?, 1929.
- Aus. Ruhr und Rhein, 1929.
- Kommunismus - Sozialismus - Zentrum, 1930.
- Reisebilder aus dem Amerika Roosevelts, 1935.
- Harpener Bergbau-Aktien-Gesellschaft 1856–1936. Achtzig Jahre Ruhrkohlen-Bergbau, Essen 1936.
- Festschrift zur 100 Jahresfeier von Raab Karcher, 1948.
- Der Ruhrbergbau in Vergangenheit, Gegenwart und Zukunft, Essen 1948.
- Schwerindustrie und Politik, Essen 1948.
- Die Wasserwirtschaft im rheinisch-westfälischen Industriegebiet, Essen Glückauf-Verlag 1936.